# Вілла-Сан-П'єтро
Вілла-Сан-П'єтро (італ. Villa San Pietro) — муніципалітет в Італії, у регіоні Сардинія,  провінція Кальярі.
Вілла-Сан-П'єтро розташована на відстані близько 440 км на південний захід від Рима, 23 км на південний захід від Кальярі.
Населення — 2099 осіб (2014).

## Демографія
Населення за роками:

Станом на 1 січня 2023 року в муніципалітеті офіційно проживало 39 іноземців з 16 країн, серед них 16 громадян країн Євросоюзу та 3 громадяни України.

## Сусідні муніципалітети
- Ассеміні
- Пула
- Сантаді
- Саррок